# Белорыбкин, Геннадий Николаевич
Геннадий Николаевич Белорыбкин (12 июня 1962, Казань, ТАССР, РСФСР, СССР) — российский историк, археолог. Доктор исторических наук, профессор. Директор института непрерывного образования Пензенского государственного университета с 2014 года. 
Ректор Института регионального развития Пензенской области с 2021 года. Почетный работник высшего профессионального образования Российской Федерации (2009).

## Биография
Родился 12 июня 1962 года в г. Казани.
С 1977 года, будучи школьником, начал участвовать в археологических экспедициях.
В 1979 году поступил на исторический факультет Казанского государственного университета. Во время учебы под руководством археолога А. Х. Халикова возглавил археологическое научное общество на факультете. Ежегодно выступал с докладами на Урало-Поволжских и Всесоюзных археологических студенческих конференциях. С 1980 года вел раскопки на территории Пензенского края и занимался изучением этногенеза народов Среднего Поволжья. В 1984 году окончил университет с красным дипломом. Поступил в ИЯЛИ КФ АН СССР в качестве аспиранта. В 1986 году перевелся в Пензенский государственный педагогический институт в качестве ассистента кафедры истории СССР, где работал под руководством В. И. Лебедева.
В ПГПИ им. В. Г. Белинского работает с 1986 года.
С 1998 по 2007 годы работал заведующим кафедрой истории древнего мира, средних веков и археологии в Пензенском государственном педагогическом университете им. В. Г. Белинского.
С 2007 по 2013 гг. — ректор Пензенского института развития образования.
С 2013 по 2014 гг. — проректор Пензенского филиала Московского государственного университета технологий и управления им. В. Г. Разумовского.
С 2014 г. по настоящее время — директор института непрерывного образования Пензенского государственного университета.
В 2021 году назначен ректором Института регионального развития Пензенской области.
11 июля 2025 года Геннадий Белорыбкин был задержан и отправлен под домашний арест. В отношении него возбуждено уголовное дело по ч. 3 ст. 160 УК России (присвоение или растрата).

## Научная деятельность
В 1991 году защитил кандидатскую диссертацию «Домонгольские памятники булгарского типа Верхнего Посурья и Примокшанья (на пути из Булгара в Киев)» в институте археологии АН УССР в Киеве.
В 2003 году защитил докторскую диссертацию «Динамика хозяйственного и экономического развития Западного Поволжья в средние века» и подготовил закон Пензенской области «Об охране археологического наследия».
В 2004 г. присвоено ученое звание доцента, а в 2006 году — звание профессора.
Г. Н. Белорыбкин вел раскопки памятников эпохи камня, бронзы, раннего железного века, средневековья. К наиболее ярким открытиям можно отнести исследования Золотаревского городища, где были обнаружены следы самобытной буртасско-болгарской и аскизской культур. Внес значительный вклад и в изучение мордовских могильников XII—XIII веков.
В 2004 году открыл аспирантуру по археологии в ПИ им. В. Г. Белинского, где ежегодно защищаются аспиранты.
Впервые в Пензе по инициативе Геннадия Белорыбкина была проведена XXXVI Урало-Поволжская археологическая студенческая конференция.
Г. Н. Белорыбкин вместе с учеными-историками ПИ им. В. Г. Белинского ПГУ создал учебник по истории Пензенского края для обучения школьников Пензенской области.
Области научных интересов: археология, средневековая история, этногенез, краеведение; система общего, среднего и высшего образования; музееведение, охрана памятников истории и культуры.

## Научные публикации
Автор более 200 научных публикаций: в ведущих научных рецензируемых журналах, индексируемых в БД Scopus и WoS, включённых в Перечень Высшей аттестационной комиссии (ВАК) при Министерстве науки и высшего образования Российской Федерации, учебных и учебно-методических пособий, монографий.
Некоторые труды:
- Белорыбкин Г. Н., Осипова Т. В., Соболь А. С. Планиграфия сооружений Золотаревского городища // Поволжская Археология. 2020. № 4 (34). С. 159—169.
- Белорыбкин Г. Н., Осипова Т. В., Соболь А. С. Столкновение средневековых цивилизаций по археологическим данным Пензенского края // Образование и наука в современном мире. Инновации. 2019. № 2 (21). С. 62-69.
- Грачев А. А., Мурашов Д. Ю., Синцов Г. В., Белорыбкин Г. Н. История становления Пензенской юридической школы. Том 1: Полиция. Суд. Тюрьма. Пенза: Изд-во ПГУ, 2016. 336 с.
- Белорыбкин Г. Н., Климин С. В. Опыт построения регионального компонента национальной системы учительского роста // Современное дополнительное профессиональное педагогическое образование. 2016. Т. 2. № 5 (9). С. 46-52.
- Белорыбкин Г. Н. Культура быта населения Волжской Булгарии (историографический аспект) // Известия высших учебных заведений. Поволжский регион. Гуманитарные науки. 2013. № 1 (25). С. 11-16.
- Белорыбкин Г. Н. Засечные черты — Великая Русская стена // Вояджер: мир и человек. 2012. № 3. С. 104—107.
- Белорыбкин Г. Н. Раскопки средневекового селища Котово // Археологические открытия. 2011. Т. 2008. С. 95-97.

## Награды
- Почетный работник высшего профессионального образования Российской Федерации (2009);
- Медаль К. Д. Ушинского (2010)
- Почетная грамота губернатора Пензенской области (2004);
- медаль «В память 350-летия г. Пензы» (2013);
- памятный знак «За заслуги в развитии г. Пензы» (2013)[5];
- юбилейная медаль «В память 350-летия Пензы» (2013).